# Кенігсмос
Кенігсмос (нім. Königsmoos) — громада в Німеччині, розташована в землі Баварія. Підпорядковується адміністративному округу Верхня Баварія. Входить до складу району Нойбург-Шробенгаузен.
Площа — 40,97 км2. Населення становить 4885 ос. (станом на 31 грудня 2020).